# Pŏphŭng de Silla
 (signalé en mai 2025).
Si vous disposez d'ouvrages ou d'articles de référence ou si vous connaissez des sites web de qualité traitant du thème abordé ici, merci de compléter l'article en donnant les références utiles à sa vérifiabilité et en les liant à la section « Notes et références ».
- Archive Wikiwix
- Bing
- Cairn
- DuckDuckGo
- E. Universalis
- Gallica
- Google
- G. Books
- G. News
- G. Scholar
- Persée
- Qwant
- (zh) Baidu
- (ru) Yandex
- (wd) trouver des œuvres sur Wikidata

Le roi Pŏphŭng (hangeul : 법흥왕 ; hanja : 法興王 ; RR : Beopheung wang ; MR : Pŏphŭng wang) est un souverain coréen du royaume Silla. Il règne de 514 à 540. Lors de son règne, le moine bouddhiste Ichadon contribue à l'essor du bouddhisme dans ce royaume. 